# 电钻

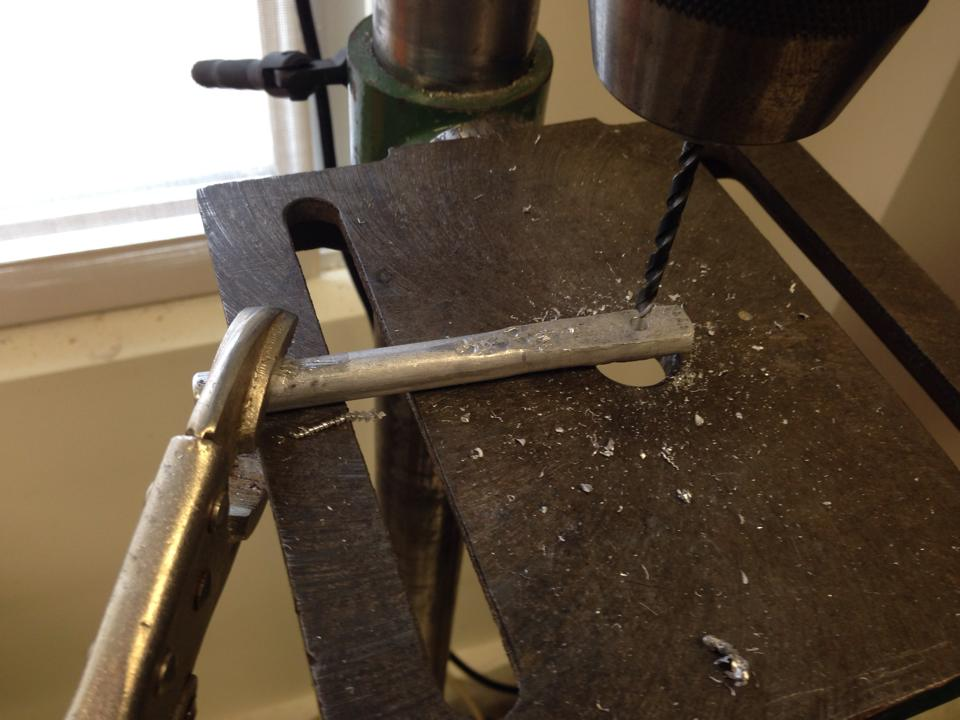
鑽床工作示例

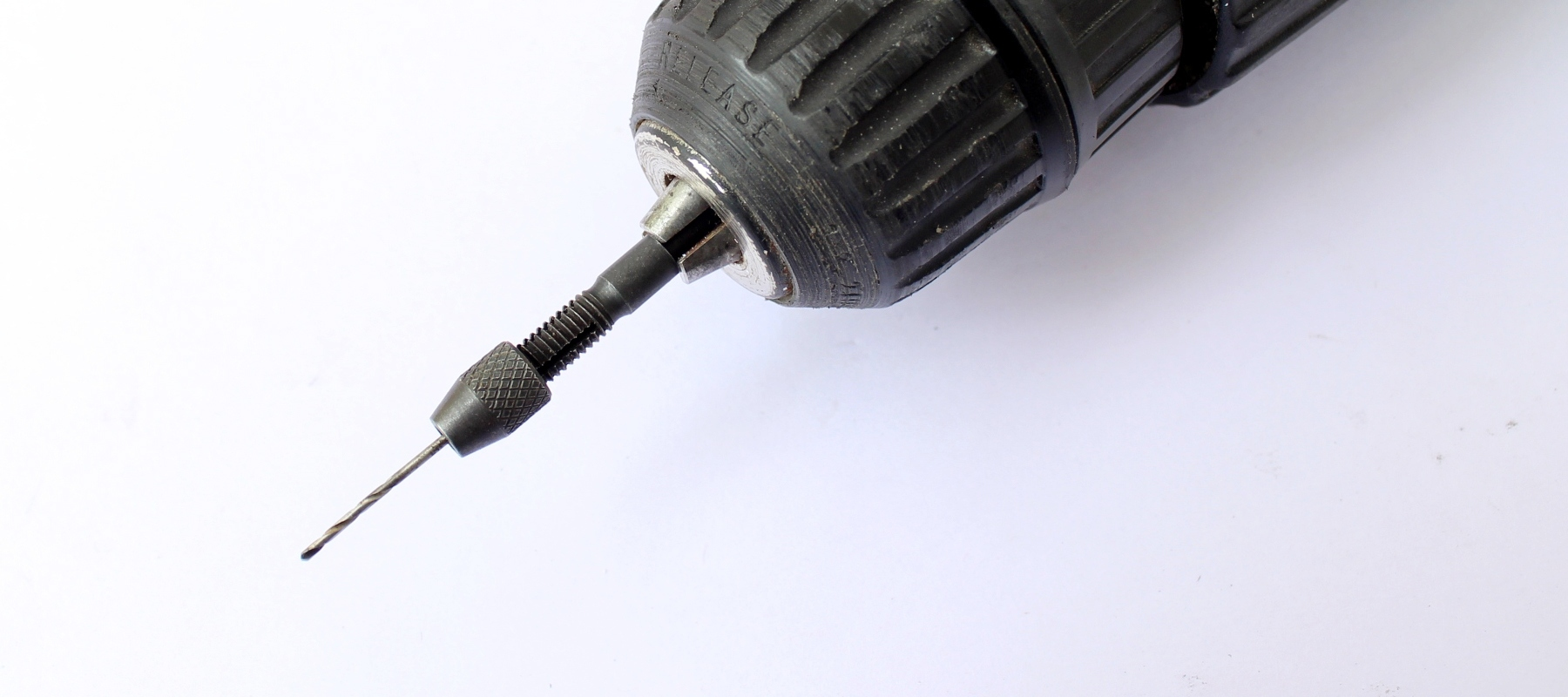
一把轻便电钻的钻子

电钻是机械工业、建筑工业和装修行业常用的钻孔、打螺丝钉、起螺丝钉的工具。电钻除了使用市電，還有使用以锂离子电池為主的充電池。电钻一般都有扭力调控环，最大的扭力在400磅左右。也有高低速度档，当电钻用时，使用高速档，当电动螺丝起子打螺丝钉时，用低速档。电钻上的倒退档，可用来起出螺丝钉。有些电钻带LED前照明灯，按扳机时，照明灯点燃，照明前方的工作点，十分方便。
此外还有一种轻便式的直筒电钻，用4节3号电池。但速度低，扭力小，只适于轻活。

## 歷史
十九世纪奥地利人Arthur James Arnot和William Blanch Brain将电动机和钻子合装在一起，发明了最早的电钻。1889年澳洲墨尔本，Wilhelm Emil Fein 发明便携式电钻。1917年, 百得公司发明带手枪把和扳机的电钻。这种带扳机的电钻，持续到今日。

## 用途
在装配螺丝刀头时可用于拧紧或拧鬆螺丝，部分电钻还带有扭力控制，可控制最大扭力，在超过预设扭力时齿轮自动打滑。
在装配钻头时通常用于在材料上开孔，对于常见的材料如木材、金属、塑料有较好的表现。但对于混凝土砖墙难以打穿，通常需要带有「冲击」功能的冲击钻或者电锤。

## 种类
电钻可以分为普通电钻和冲击钻两种。
- 普通电钻：使用通用的麻花钻头，只靠施转方式钻孔。
- 冲击钻（impact drill）：采用旋转带冲击的方式。一般有调节开关，可以用于调节是不是有冲击功能。

电钻又可分为手提式电钻和磁座式电钻。